# Ровок
Ровок (також Рівок, Ровець) — річка в Україні, у межах Хмельницького району Хмельницької області та Жмеринського району Вінницької області. Ліва притока Рову (басейн Південного Бугу).

## Опис
Довжина річки 33 км, площа басейну 298 км². Долина V-подібна, завширшки 0,5—0,7 км. Заплава двобічна. Річище слабозвивисте, завглибшки 0,5—1,5 м. Похил річки 0,92 м/км. Споруджено кілька ставків, найбільший з яких — озеро Гармаки. 

## Розташування
Ровок бере початок на схід від села Мазники. Тече у межах Подільської височини на схід і (в нижній течії) на південний схід. Впадає до Рову на північ від села Шершні, що на захід від міста Бар. 
У долині річки розташовані гідрологічні заказники: «Божиковецький» і «Шиїнський».

## Притоки
- Драганка — ліва притока.
- Річка без назви — ліва притока у Хмельницькому районі Хмельницької області. Довжина річки 9 км, площа басейну водозбору 25,2 км[1]. Бере початок у селі Волоське. Тече переважно на південний схід між селами Пилипи та Галузинці і на південно-східній стороні від села Шиїнці впадає у Ровок[2].
- Річка без назви — права притока у Віньковецькому й Деражнянському районі Хмельницької області. Довжина річки 11 км, площа басейну водозбору 34,5 км²[3]. Бере початок на південно-східній стороні від села Божиківці. Тече переважно на північний схід понад селом Гоголі і на південно-західній околиці села Шиїнці впадає у Ровок.
- Струмок Рос — ліва притока.